# Cruis'n USA
Cruis'n USA è un videogioco di genere racing arcade lanciato sul mercato nel 1994. Fu sviluppato da Midway Games, pubblicato e distribuito da Nintendo. È il primo gioco della serie Cruis'n e narra di una gara (chiamata Cruis'n USA, ovvero Crociera negli USA) da costa a costa, a partire da San Francisco fino a Washington D.C.
Anche se Cruis'n USA è stato pubblicizzato come adatto ad un hardware Ultra 64 (basato sull’hardware a 64 bit Nintendo), in realtà è stato testato sull'hardware Midway V-unit. L'hardware consiste in un TMS32031 CPU con clock a 50 MHz, un DSP ADSP-2115 con clock a 10 MHz per il suono e un chip personalizzato 3D.
Insieme a Killer Instinct gold, è stato progettato come un titolo di lancio per il Nintendo 64, sebbene nessuno dei due giochi uscì insieme al Nintendo 64, soprattutto perché le versioni arcade di entrambi i giochi sono state programmate su un hardware che era molto diverso e più potente della console. Cruis'n USA, anche se impressionante nelle sale giochi nel 1994, è stato stroncato nel 1996 quando è stato finalmente messo in commercio su Nintendo 64, perché il porting non era graficamente eguale rispetto alla versione arcade e la sua tecnologia era già stata superata da altri titoli.
È stato messo in commercio su Virtual Console Wii in Europa il 28 marzo 2008, diventando il primo gioco Nintendo 64 di terze parti disponibile sul servizio. Fu reso disponibile anche in America nella Virtual Console il 31 marzo 2008.

## Modalità di gioco
Come nella maggior parte dei giochi da corsa, i giocatori corrono a senso unico su piste composte da vie vagamente basate su luoghi reali. Durante la gara fanno del loro meglio per evitare pericoli stradali vari, come il traffico in arrivo e gli edifici. I giocatori possono scegliere con quale delle sette diverse auto correre. Come nella maggior parte dei giochi di corse, l'auto può simulare sia una trasmissione automatica che una manuale. Con il cambio automatico il gioco provvede autonomamente a passare alla marcia successiva e se necessario a scalare, mentre se è stato selezionato il cambio manuale il compito sarà unicamente del giocatore, che potrà farlo tramite il pad del Nintendo 64 o tramite il simulatore di cambio del cabinato nella versione arcade. Nella versione del Nintendo 64 i giocatori che raggiungono il primo posto passano alla traccia successiva, nella versione arcade invece guadagnarsi il primo posto equivale a correre gratuitamente nella pista successiva. A differenza di molti giochi di corse, c'è la possibilità di cambiare la musica premendo il tasto Radio. I comandi del gioco sono molto sensibili rispetto ad altri giochi di corse N64. Ogni volta che viene terminata la crociera negli USA si sblocca un nuovo colore ed un potenziamento per la vettura utilizzata.

## Vetture disponibili
Nel gioco, le auto possiedono nomi fasulli, in quanto gli sviluppatori non possedevano le licenze per i nomi autentici. Di seguito i nomi delle vetture nel gioco e a destra quelli autentici.
- Vetture selezionabili
- '63 Muscle Car: Chevrolet Corvette
- La Bomba: Ford V-8
- Devastator IV: Mitsubishi Eclipse (Modified)
- Italia P69: Ferrari Testarossa
- Auto segrete
- All Vehicle Terrain: Jeep Wrangler
- School Bus: GMC B Series
- Police Car: Chevrolet Caprice
- Traffico
- Pick-Up Truck: Chevrolet C-10
- Big Truck: Kenworth T600
- Minivan: Dodge Caravan
- Car: Chevrolet Chevelle
- Cruis'n USA Big Bus: MCI MC-9
- Fire Truck: Seagrave M

## Piste
| Difficoltà | Nome pista       |
| Easy       | Golden Gate Park |
| Easy       | US 101           |
| Easy       | LA Freeway       |
| Easy       | Arizona          |
| Medium     | Beverly Hills    |
| Medium     | Death Valley     |
| Medium     | Iowa             |
| Medium     | Indiana          |
| Medium     | Appalachia       |
| Expert     | San Francisco    |
| Expert     | Redwood Forest   |
| Expert     | Grand Canyon     |
| Expert     | Chicago          |
| Expert     | Washington       |

## Sviluppo
Lo sviluppo della versione Nintendo 64 di Cruis'n USA fu annunciato nel 1995. Nintendo promise che il gioco sarebbe apparso ed avrebbe funzionato come la versione arcade tramite la tecnologia Ultra 64. Una compagnia di nome Williams ottenne la licenza di Cruis'n USA per convertire il gioco su Nintendo 64. Ma il gioco era troppo avanzato per l'hardware del Nintendo 64 a causa dell'hardware più potente utilizzato dalla Midway. Pertanto è stato necessario declassare gran parte della grafica al fine di adattare il gioco alle possibilità del Nintendo 64, nonostante questo la versione Nintendo 64 ha finito per soffrire di vari problemi di lag. Nel 1996, Cruis'n USA fu annunciato come titolo di lancio per il Nintendo 64. Tuttavia, il gioco fu ritardato prima dell'uscita del Nintendo 64 e fu spiegato da parte di Nintendo che il gioco avrebbe subito pesanti censure. Nel corso degli ultimi due mesi di sviluppo, il pubblico inviò lettere ed e-mail per commentare la censura, fu inoltre suggerito di disabilitare le censure tramite un sistema di password, ma la proposta non fu presa in considerazione.

## Censure
Nella pista "Iowa" erano presenti alcuni cervi (rispettivamente delle mucche nella pista "Indiana") sul lato destro della strada che se colpiti si trasformavano in pezzi di carne, al fine di indirizzare il prodotto ad una fascia di età più vasta è stato deciso di eliminare completamente gli animali dai luoghi in cui comparivano originariamente.
Tagliando il traguardo in prima posizione in qualsiasi pista si veniva premiati da una ragazza in bikini e con un pareo, nella versione Nintendo 64 il petto della ragazza è stato completamente ricoperto da una maglietta con impresso il logo di Cruis'n USA e il pareo appare come una gonna.
Nel finale della crociera negli USA era presente un video con le congratulazioni del presidente Clinton in una piscina insieme a sua moglie ed un'altra ragazza sul tetto della casa bianca, erano inoltre presenti una mucca, le guardie del corpo del presidente e delle ragazze molto somiglianti a quelle che si possono notare in entrambe le versioni alla fine di ogni corsa. Nella versione Nintendo 64 sono rimasti la mucca e le guardie del corpo, al posto della piscina è presente una pedana dove viene mostrata la vettura utilizzata durante l'intera crociera ed il potenziamento ricevuto, curiosamente lo sprite animato delle ragazze rimosse nel video finale è presente nel garage della selezione dell'auto, mentre era assente nella versione originale arcade.

## Versione Virtual Console
Il 28 marzo del 2008 la versione Virtual Console per Nintendo Wii è stata messa in commercio in Europa, mentre il 31 marzo dello stesso anno in America, al prezzo di 1000 Wii points.
Questa versione è la medesima uscita su Nintendo 64, mantiene anche le stesse censure, ma si differenzia per il fatto che i lag adesso sono praticamente impercettibili, tranne che nella modalità per 2 giocatori, dove riaffiorano, si differenzia inoltre per il fatto che sono stati rimossi alcuni contenuti come alcuni loghi delle vetture e soprattutto il grande logo di Hollywood nella pista Beverly Hills.